# Munna temae
Munna temae là một loài chân đều trong họ Munnidae. Loài này được Mueller miêu tả khoa học năm 1990.